# Raoul Émile Blondel
Pour les articles homonymes, voir Blondel et Brunel.
Raoul Émile Blondel (13 mars 1864 – 30 juin 1944) est un médecin, écrivain (sous le nom de Discoride), critique d'art et compositeur (sous le nom de Raoul Brunel).  

## Distinctions
- Officier de la Légion d'honneur

## Publications
- « Berlioz et la médecine », in La Chronique médicale (revue bimensuelle de médecine historique, littéraire & anecdotique), 1908, n° 7 [lire en ligne]
- La fleur de la cuisine française : où l'on trouve les meilleures recettes des meilleurs cuisiniers, pâtissiers et limonadiers de France, La Sirène, 1921
- « La Diète ou l'art de ne pas manger », Almanach de cocagne pour l'an 1921 : dédié aux vrais gourmands et aux francs-buveurs, La Sirène, 1920 (avec des textes de Jean Cocteau, André Salmon, Pierre Mac Orlan, Erik Satie, Max Jacob, Darius Milhaud… et des bois gravés de Raoul Dufy)
- Les causeries médicales de Dioscoride, Albin Michel, Paris, 1934

## Œuvres musicales
- Tentation de saint Antoine, Opéra de Paris, 1930
- La vision de Dante, cantate, théâtre du Châtelet, 1910
- Circé de Charles Richet, jouée par Sarah Bernhardt, musique de scène, théâtre de Monte-Carlo, 1905